# Nattugglan 19

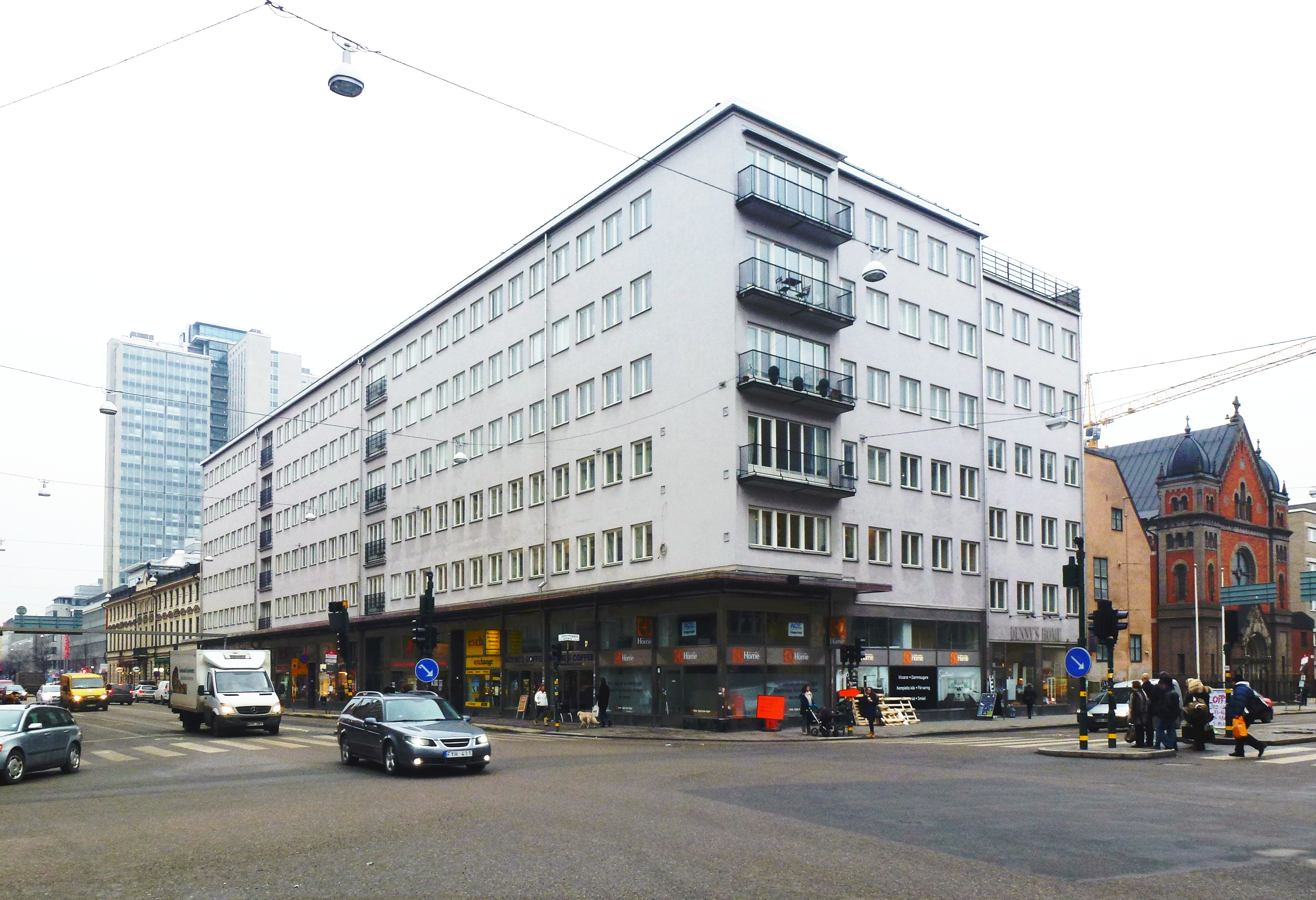
"Nattugglan 19" Götgatan/Folkungagatan. I bakgrunden syns "Skatteskrapan", ytterligare ett verk av arkitekt Paul Hedqvist.

Nattugglan 19 är en fastighet i kvarteret Nattugglan med adress Folkungagatan 48 / Götgatan 58-62  på Södermalm i Stockholm. Huset byggdes 1929-1932 som Katolska församlingens bostadshus efter ritningar av Paul Hedqvist. Byggnaden är numera i fastighetsbolaget Olov Lindgrens ägo.

## Historik

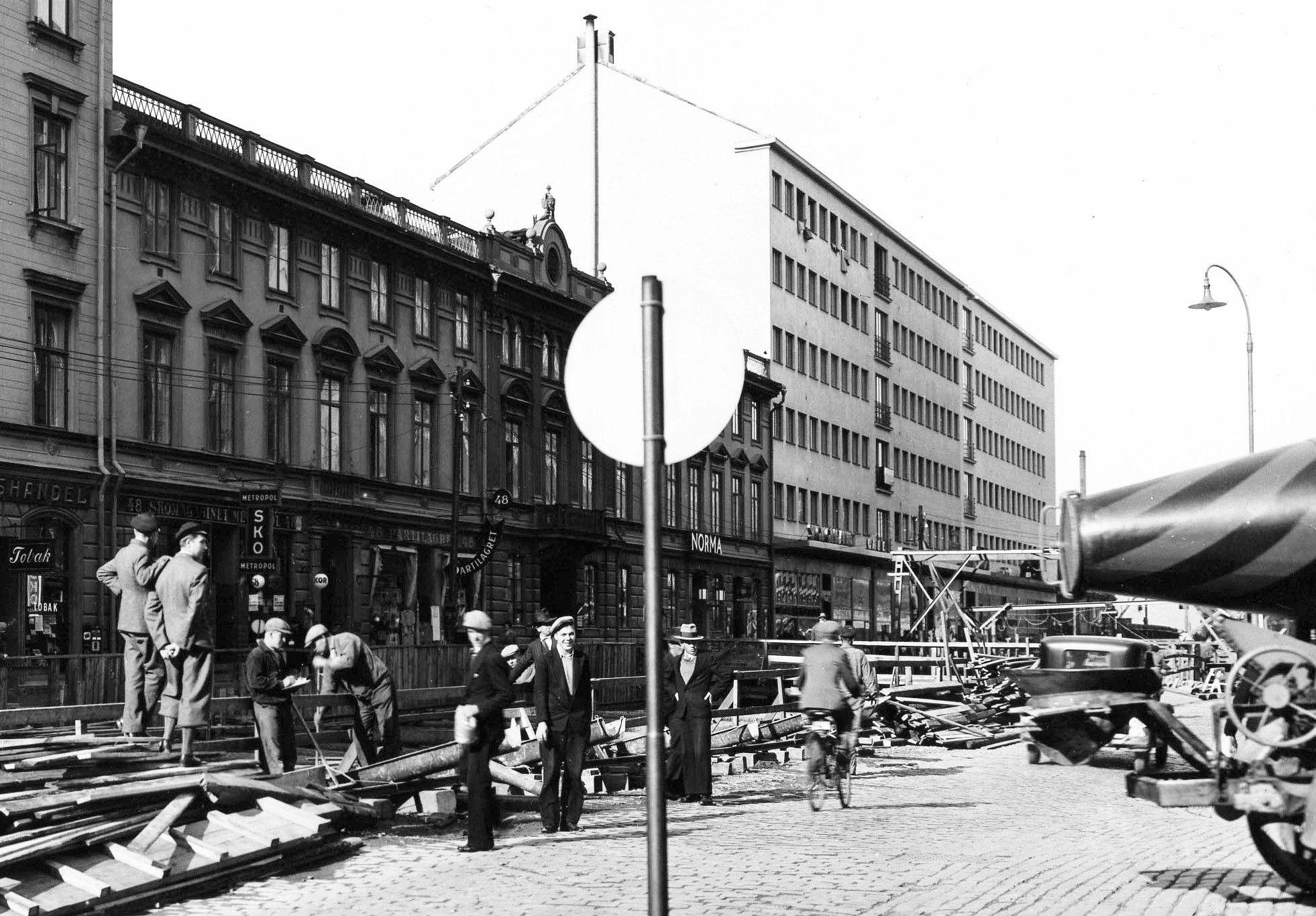
Hedqvists nya bostadshus syns i bakgrunden, 1932-1933.

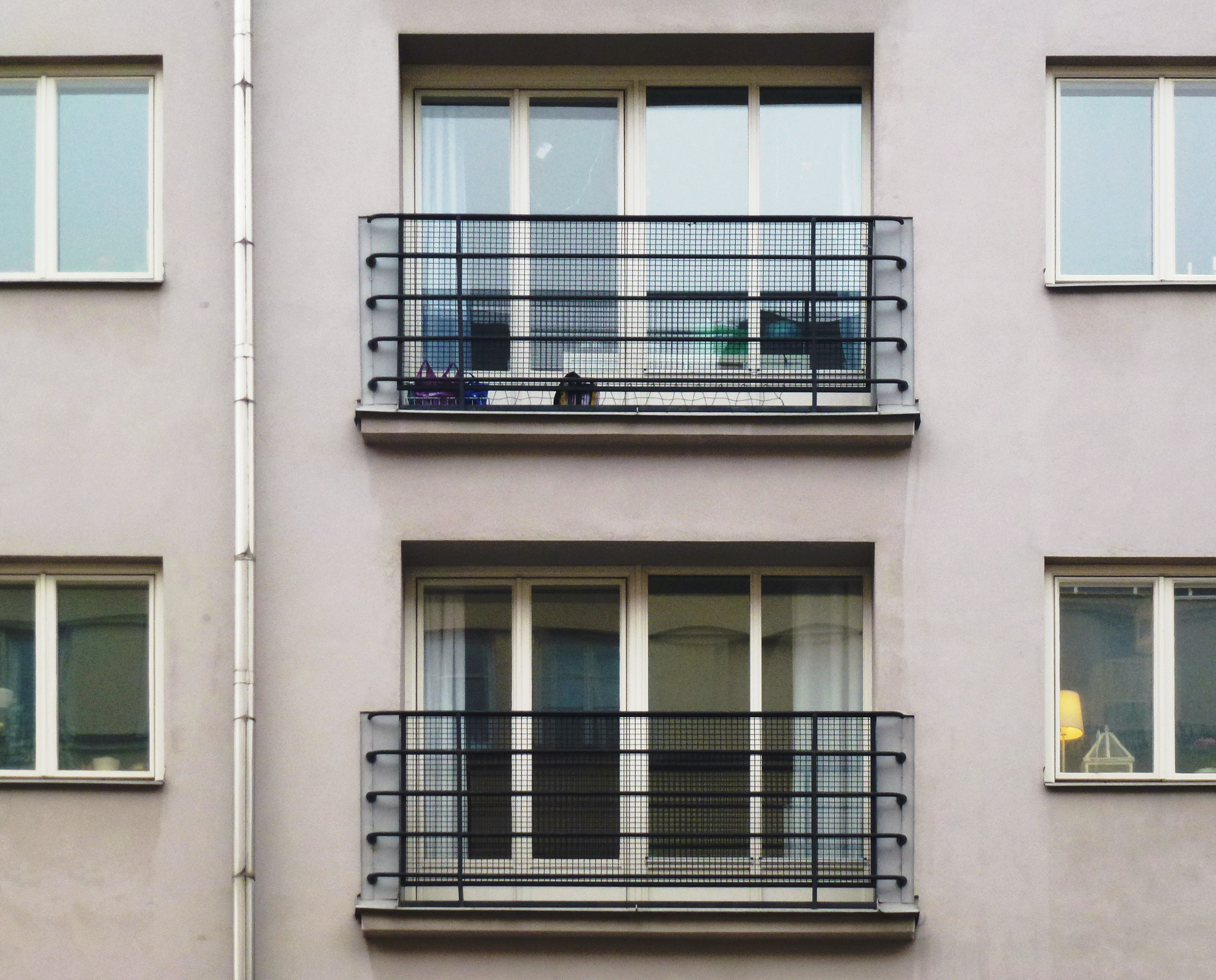
Fasaddetalj, franska balkonger.

Katolska församlingens bostadshus i Stockholm var resultatet av en inbjuden arkitekttävling och berörde Sankt Eriks katolska domkyrkas stora hörntomt vid Folkungagatan/Götgatan. På platsen fanns redan ett bostadshus från 1864 som skulle rivas. Tävlingen vanns av arkitekt Paul Hedqvist som lyckades utnyttja tomten betydligt effektivare än övriga deltagare. Mellan den kvarstående Paulis malmgård och nybyggnaden mot Götgatan skapade han även en liten innergård. Med i Hedqvists tävlingsförslag fanns också ett nytt klocktorn, vänt mot Folkungagatan, som dock inte byggdes.
Dåvarande stadsarkitekt i Stockholm, Sigurd Westholm, skrev i prisbelöningsprotokollet bland annat: ”Hyreshusens nästan asketiskt flärdlösa hållning är särskilt väl på sin plats och ställer de kyrkliga byggnadernas rikare arkitektur i god kontrastverkan.”
Hyreshuset fick sex våningsplan ovan mark med butiker i bottenvåningen som ligger under ett långt skärmtak. Fasaderna är putsade och avfärgade i ljus, gråvit kulör. Fönstrens proportioner är kvadratiska, det var ett för Hedqvist typiskt formspråk i den tidiga funktionalismen. Fönstren placerade han regelbundet över hela fasaden, som fick vissa avbrott i vertikala fält av breda franska balkonger med horisontella smidesräcken.
Vid Folkungagatan 65 finns ytterligare ett av Hedqvist ritat bostadshus, som har en speciell fönstergestalting och som uppfördes under samma tidsperiod, se Droskhästen 13.